# Má jí motorovou
Má jí motorovou je debutové studiové album české rockové kapely Kabát. Bylo vydáno v roce 1991 a je na něm 13 písniček. Velkou zásluhu má Petr Janda, který umožnil titulní píseň zveřejnit na hudebním projektu Ultrametal. Obal alba tvoří fotografie, na které je skupina před vepřínem. Unikátní "jezeďáckou" image komentuje Milan Špalek slovy: "Byli jsme kluci z Teplic, chodili jsme do hospod v okolních vesnicích, tak jsme měli blíž k traktorům než k mercedesům". Kabát byl také mimo jiné nominován v kategorii objev roku na cenách Anděl, kde uspěl. Celkem se tohoto alba prodalo 69 000 kusů.
Oficiálně se album jmenuje Má jí motorovou, tedy s pravopisnou chybou v prostředním slově. Při respektování pravidel českého pravopisu by se album mělo správně jmenovat Má ji motorovou.

## Seznam písní
| Pořadí | Název                   | Autor                             | Délka |
| ------ | ----------------------- | --------------------------------- | ----- |
| 1.     | Dr. Bambus              | (Ota Váňa/Milan Špalek)           | 2:51  |
| 2.     | Orgie                   | (Tomáš Krulich/Špalek)            | 3:20  |
| 3.     | A šel…                  | (Krulich/Špalek, Josef Vojtek)    | 2:52  |
| 4.     | Nechte mě bejt          | (Špalek/Špalek)                   | 2:49  |
| 5.     | Fuck'n'roll             | (Radek Hurčík/Jindřiška Vojtková) | 3:17  |
| 6.     | Máš to už za sebou      | (Hurčík/Špalek)                   | 2:27  |
| 7.     | Má jí motorovou         | (Špalek/Špalek)                   | 3:12  |
| 8.     | Skrblík                 | (Krulich/Špalek)                  | 3:24  |
| 9.     | Sex, pervers            | (Váňa/Špalek)                     | 2:57  |
| 10.    | Rebel                   | (Hurčík/Vojtková)                 | 2:07  |
| 11.    | Vasil                   | (Váňa/Špalek)                     | 2:43  |
| 12.    | Sex, drogy, rock'n'roll | (Špalek/Špalek)                   | 2:16  |
| 13.    | Pašík                   | (Špalek, Vojtek/Vojtek)           | 2:03  |

## Obsazení
- Josef Vojtek - zpěv
- Milan Špalek - baskytara, doprovodný zpěv, zpěv
- Ota Váňa - kytara, doprovodný zpěv
- Tomáš Krulich - kytara, doprovodný zpěv
- Radek "Hurvajs" Hurčík - bicí, doprovodný zpěv